# Exorista quadriseta
Exorista quadriseta là một loài ruồi trong họ Tachinidae.